# Rhynchostegium aneuron
Rhynchostegium aneuron là một loài Rêu trong họ Brachytheciaceae. Loài này được Kindb. miêu tả khoa học đầu tiên năm 1890.